# La resistencia (programa de televisión)
La resistencia fue un programa de televisión español que se emitió en Movistar Plus+. Fue estrenado el 1 de febrero de 2018, presentado por David Broncano hasta su última emisión el 4 de julio de 2024. Se grabó en el Teatro Príncipe Gran Vía de Madrid desde la quinta temporada de emisión (las cuatro anteriores se grababan en el Teatro Arlequín de Madrid) y estuvo producido por El Terrat.
Desde 2024 el programa lleva el nombre de La revuelta y se emite en TVE a las 21:40.

## Historia y características
Coincidiendo con el segundo aniversario del canal #0, David Broncano dejó su habitual colaboración en los programas Late motiv y LocoMundo para presentar el primer late late show en España, siguiendo el formato de algunos canales de televisión en los Estados Unidos de enlazar dos late night show (en español, programa del final de la noche) seguidos. El programa se emitó desde el Teatro Príncipe, muy próximo a la Gran Vía de Madrid y con público en directo. Broncano compaginó hasta 2022 este trabajo de presentador con el programa radiofónico La vida moderna de la Cadena SER, que dirigió y presentó junto a los cómicos Héctor de Miguel e Ignatius Farray.
El programa estuvo dirigido por Ricardo Castella, que además hace de apuntador. Ricardo Castella y, especialmente, el beatboxer Grison interpretaban la música en directo.
Para la cabecera se escogió la canción «Hail to the Chief»  del supergrupo Prophets of Rage, que unas temporadas después fue cambiada por la sesión de
Villano Antillano con Bizarrap. En 2019 recibió el Premio Ondas a Mejor programa de entretenimiento de televisión.

## Equipo

### Presentadores titulares
Presentador titular
     Copresentadores
| Información      | Información                                   | #0 por M+ | #0 por M+ | #0 por M+ | #0 por M+ | #0 por M+ | #0 por M+ | #0 por M+ | Programas                    |
| Nombre           | Profesión                                     | 2018      | 2019      | 2020      | 2021      | 2022      | 2023      | 2024      | Programas                    |
| ---------------- | --------------------------------------------- | --------- | --------- | --------- | --------- | --------- | --------- | --------- | ---------------------------- |
| David Broncano   | Humorista, actor y presentador de televisión. |           |           |           |           |           |           |           | Programa 1 - 619; 624 - 1022 |
| Ricardo Castella | Humorista, actor y presentador de televisión. |           |           |           |           |           |           |           | Programa 1 - 622; 624 - 1022 |
| Jorge Ponce      | Cómico y guionista.                           |           |           |           |           |           |           |           | Programa 1 - 620; 622 - 1022 |
| Grison           | Beatboxer y músico.                           |           |           |           |           |           |           |           | Programa 1 - 619; 621 - 1022 |

David Broncano no presentó los programas 620, 621, 622 y 623 por estar cumpliendo cuarentena por su positivo en COVID-19.

### Presentadores sustitutos
Presentador/a sustituto/a
| Información      | Información                                   | #0 por M+ | #0 por M+ | #0 por M+ | #0 por M+ | #0 por M+ | #0 por M+ | Programas    |
| Nombre           | Profesión                                     | 2018      | 2019      | 2020      | 2021      | 2022      | 2023      | Programas    |
| ---------------- | --------------------------------------------- | --------- | --------- | --------- | --------- | --------- | --------- | ------------ |
| Grison           | Beatboxer y músico.                           |           |           |           |           |           |           | Programa 620 |
| Jorge Ponce      | Cómico y guionista.                           |           |           |           |           |           |           | Programa 621 |
| Candela Peña     | Actriz.                                       |           |           |           |           |           |           | Programa 622 |
| Ricardo Castella | Humorista, actor y presentador de televisión. |           |           |           |           |           |           | Programa 623 |

### Colaboradores
| Información           | Información                                   | #0 por M+ | #0 por M+ | #0 por M+ | #0 por M+ | #0 por M+ | #0 por M+ / Movistar Plus+ | Movistar Plus+ |
| Nombre                | Profesión                                     | 2018      | 2019      | 2020      | 2021      | 2022      | 2023                       | 2024           |
| --------------------- | --------------------------------------------- | --------- | --------- | --------- | --------- | --------- | -------------------------- | -------------- |
| Ignatius Farray       | Actor, cómico y locutor de radio.             |           |           |           |           |           |                            |                |
| Ernesto Sevilla       | Actor, humorista y guionista.                 |           |           |           |           |           |                            |                |
| Ingrid García-Jonsson | Actriz.                                       |           |           |           |           |           |                            |                |
| Pantomima Full        | Cómicos.                                      |           |           |           |           |           |                            |                |
| Jaime Caravaca        | Cómico, animador de público.                  |           |           |           |           |           |                            |                |
| Antonio Resines       | Actor.                                        |           |           |           |           |           |                            |                |
| Dani Rovira           | Humorista, actor y presentador de televisión. |           |           |           |           |           |                            |                |
| Berto Romero          | Cómico, guionista y actor.                    |           |           |           |           |           |                            |                |
| Quequé                | Humorista y presentador de televisión.        |           |           |           |           |           |                            |                |
| Miguel Noguera        | Humorista, dibujante, cantante y escritor.    |           |           |           |           |           |                            |                |
| Ter                   | Youtuber y arquitecta.                        |           |           |           |           |           |                            |                |
| Candela Peña          | Actriz.                                       |           |           |           |           |           |                            |                |
| Pablo Ibarburu        | Cómico.                                       |           |           |           |           |           |                            |                |
| Boris Izaguirre       | Periodista y presentador de televisión.       |           |           |           |           |           |                            |                |
| Inés Hernand          | Cómica.                                       |           |           |           |           |           |                            |                |
| Sergio Bezos          | Cómico, animador de público.                  |           |           |           |           |           |                            |                |
| Yunez Chaib           | Cómico.                                       |           |           |           |           |           |                            |                |
| Maxi Iglesias         | Actor.                                        |           |           |           |           |           |                            |                |
| Charlie Pee           | Cómica.                                       |           |           |           |           |           |                            |                |
| Pepi Labrador         | Cómica.                                       |           |           |           |           |           |                            |                |
| Míster Jägger         | Realizador de directos y youtuber.            |           |           |           |           |           |                            |                |
| Valeria Ros           | Colaboradora, cómica                          |           |           |           |           |           |                            |                |
| Lala Chus             | Cómica                                        |           |           |           |           |           |                            |                |

## Temporadas
| Temporada | Temporada | Canal          | Programas | Estreno                  | Final               | Audiencia media | Audiencia media |
| Temporada | Temporada | Canal          | Programas | Estreno                  | Final               | Espectadores    | Cuota           |
| --------- | --------- | -------------- | --------- | ------------------------ | ------------------- | --------------- | --------------- |
|           | 1         | #0 por M+      | 84        | 1 de febrero de 2018     | 5 de julio de 2018  | 42 000          | 0,4%            |
|           | 2         | #0 por M+      | 157       | 10 de septiembre de 2018 | 4 de julio de 2019  | 50 000          | 0,6%            |
|           | 3         | #0 por M+      | 157       | 10 de septiembre de 2019 | 25 de junio de 2020 | 53 000          | 0,6%            |
|           | 4         | #0 por M+      | 157       | 14 de septiembre de 2020 | 8 de julio de 2021  | 40 000          | 0,5%            |
|           | 5         | #0 por M+      | 156       | 13 de septiembre de 2021 | 7 de julio de 2022  | 27 000          | 0,4%            |
|           | 6         | #0 por M+      | 155       | 12 de septiembre de 2022 | 7 de julio de 2023  | 15 000          | 0,2%            |
|           | 7         | Movistar Plus+ | 156       | 11 de septiembre de 2023 | 4 de julio de 2024  |                 |                 |
| Total     | Total     | Total          | 1022      | 1 de febrero de 2018     | 4 de julio de 2024  |                 |                 |

## Premios y nominaciones

### Premios Berlanga al Humor
| Año  | Categoría                         | Resultado |
| ---- | --------------------------------- | --------- |
| 2022 | Mejor programa de entretenimiento | Ganador   |

### Premios Iris
| Año  | Categoría                           | Resultado |
| ---- | ----------------------------------- | --------- |
| 2021 | Mejor programa                      | Ganador   |
| 2021 | Mejor dirección                     | Nominado  |
| 2021 | Mejor guion                         | Nominado  |
| 2023 | Mejor producción de entretenimiento | Ganador   |
| 2023 | Mejor guion de entretenimiento      | Ganador   |

### Premios Ondas
| Año  | Categoría                         | Resultado |
| ---- | --------------------------------- | --------- |
| 2019 | Mejor programa de entretenimiento | Ganador   |

## Reemisiones
- Desde el lunes 2 de septiembre de 2024 Movistar + emitirá comenzando a las 21:30, 2 programas seguidos de la resistencia de lunes a jueves comenzado por programa 1 primera temporada.
- Septiembre 2024 Movistar+ de momento La resistencia lo ha retirado de la plataforma y los irá poniendo según los vaya emitiendo.
- Todos ellos serán reposiciones que para Movistar+ tienen coste cero.